# Priscilla and the Umbrella
Priscilla and the Umbrella é um curta-metragem mudo do gênero comédia produzido nos Estados Unidos e lançado em 1911.